# Nathan Twaddle
Nathan Twaddle, MNZM, novozelandski veslač, * 21. avgust 1976.
Twaddle je za Novo Zelandijo nastopil na Poletnih olimpijskih igrah 2004 in 2008, obakrat v disciplini dvojec brez krmarja.
S partnerjem Georgem Bridgewaterjem sta leta 2005 postala svetovna prvaka, v letih 2006 in 2007 pa sta na svetovnih prvenstvih osvojila srebrno medaljo. 
Na Poletnih olimpijskih igrah 2008 v Pekingu sta osvojila bronasto medaljo. Pred tem sta na igrah v Atenah osvojila četrto mesto.